# Toi que je veux
Singles de France Gall
La Fille d'un garçon
(1967) La Fille d'un garçon
(1968)
Toi que je veux est une chanson de France Gall. Elle est initialement parue en janvier 1968 sur l'album 1968 et sur un EP,.

## Développement et composition
La chanson a été écrite par Frank Thomas, Joe Dassin et Jean-Michel Rivat. L'enregistrement a été produit par Denis Bourgeois.

## Listes des pistes
EP 7" 45 tours Chanson indienne / La Fille d'un garçon / Toi que je veux / Gare à toi... Gargantua (1968, Philips 437.393 BE, France)
A1. Chanson indienne (2:35)
A2. La Fille d'un garçon (2:25)
B1. Toi que je veux (3:00)
B2. Gare à toi... Gargantua (2:07)

## Classements
La Fille d'un garçon / Toi que je veux,
| Classement (1968)                       | Meilleure position |
| --------------------------------------- | ------------------ |
| Belgique (Wallonie Ultratop 50 Singles) | 36                 |